# 血清谷浓度
在医学和药理学中，血清谷水平（Trough level）或血清谷浓度（Trough concentration，Ctrough）是药物在下一次给药前达到的浓度，通常用于治疗药物监控。这个术语来源于这样浓度与时间曲线中，线在最低区域形成一个U形槽，然后新给药再次将血药浓度送至更高区域。通常的标准是血清中的浓度，而在某些情况下目标组织内的局部浓度与血药浓度是相关的。在药代动力学中，通常随着时间的推移，药物分子不断地被身体代谢或清除，因此仍然可用的药物浓度正在下降。在定期给药的药物中，应在下一次给药前测量血清谷浓度以避免过量给药。血清谷浓度与最大血药浓度（Cmax），即体内药物的最高水平，以及平均血药浓度Cavg（随时间变化的平均水平）均表达血药浓度的不同水平。它广泛用于新药的临床试验，以研究治疗效果和安全性。
血清谷浓度与「最小血藥濃度」（Cmin）略有不同，Cmin是两次给药之间的时间间隔内的最小浓度。